# 29세의 어머니
29세의 어머니는 한국에서 제작된 이강원 감독의 1962년 영화이다. 최은희 등이 주연으로 출연하였고 김인수 등이 제작에 참여하였다.

## 출연

### 주연
- 최은희
- 이민자
- 이예춘
- 박종화

## 제작진
- 조명: 박응선
- 미술: 홍성칠